# Иффецхайм
Иффецхайм (нем. Iffezheim) — община в Германии, в земле Баден-Вюртемберг. 

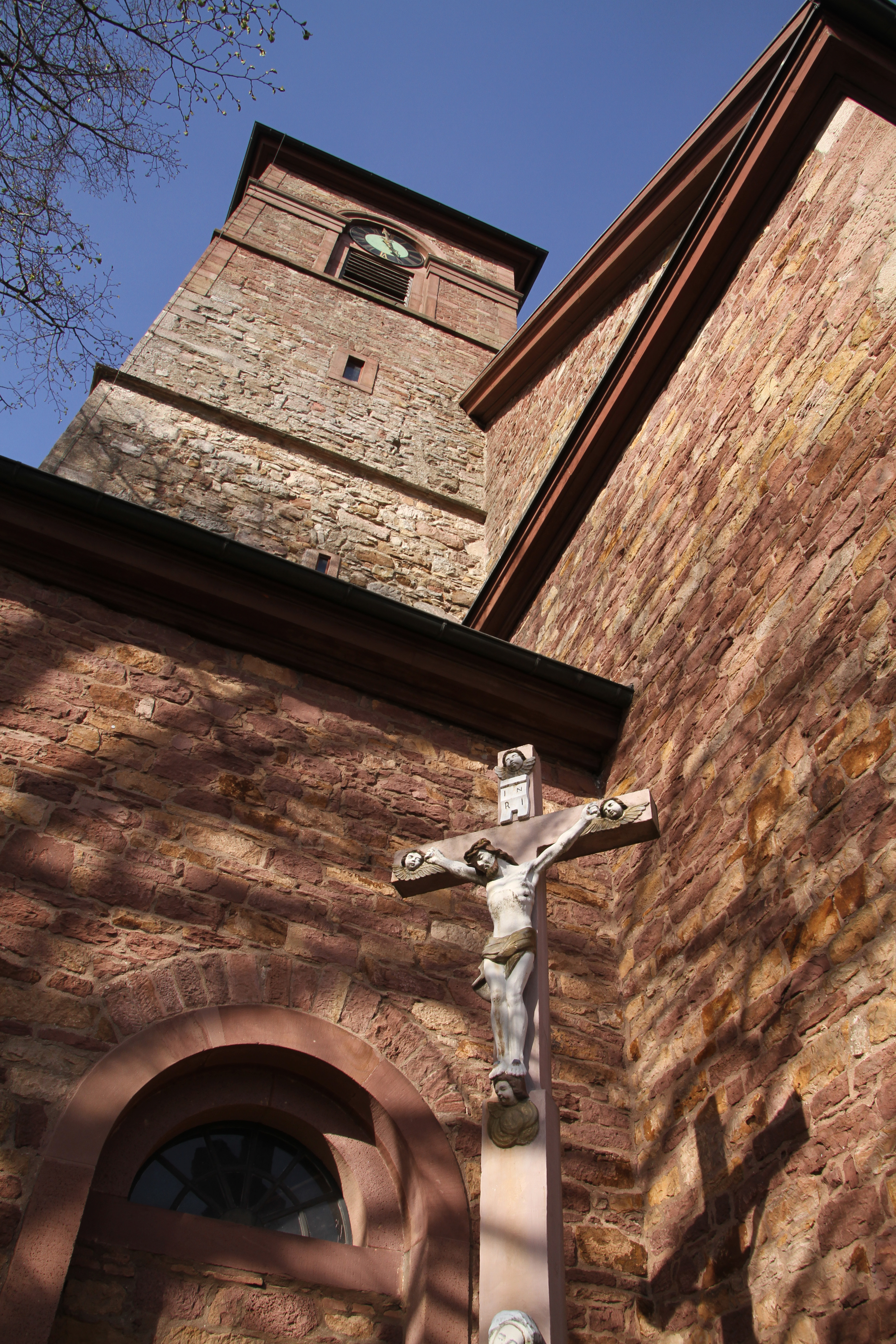
Церковь Св. Биргитты

Подчиняется административному округу Карлсруэ. Входит в состав района Раштат.  Население составляет 4897 человек (на 31 декабря 2010 года). Занимает площадь 19,95 км².